# Perro perdido
Perro perdido (título en inglés: Dog Gone) es una película dramática y biográfica estadounidense de 2023 dirigida por Stephen Herek. Fue estrenada en Netflix el 13 de enero de 2023.

## Reparto
- Rob Lowe como John Marshall
- Johnny Berchtold como Fielding Marshall
- Kimberly Williams-Paisley como Ginny Marshall
- Nick Peine como Nate
- Savannah Bruffey como Peyton Marshall
- Brian Brightman como papá de Ginny
- Holly Morris como mamá de Ginny
- Soji Arai como oficial japonés
- Annabella Didion como Julie
- Daniel Annone como Doug

## Sinopsis
Basado en la historia real, un padre y un hijo reparan su relación rota durante una caminata forzada por el sendero de los Apalaches para encontrar a su amado perro perdido.

## Producción
En agosto de 2021, se anunció que Rob Lowe protagonizaría y produciría Dog Gone para Netflix basado en el libro "Dog Gone: A Lost Pet's Extraordinary Journey and the Family Who Brought Him Home" de Pauls Toutonghi, basado en una historia real.

## Música
La banda sonora de Emily Bear fue lanzada por Netflix Music el mismo día.

## Estreno
Dog Gone fue estrenada en Netflix el 13 de enero de 2023.